# Меніппа і Метіоха
Меніппа (дав.-гр. Μενίππη, трансліт. Меніппа, латиніз. хоробра кобила, потягувачка) і Метіоха (дав.-гр. Μητιόχη, трансліт. Метіоха) — у грецькій міфології дочки Оріона. Вони фігурують у короткому міфі про людські жертви.

## Сім'я
Меніппа і Метіоха були дочками Оріона від неназваної матері; хоча ім'я матері не вказано, в інших джерелах перша дружина Оріона називається Сіде. Після того, як Оріон був убитий Артемідою, дівчаток виховувала мати, в той час як Афіна навчила їх мистецтву ткацтва, а Афродіта подарувала їм красу.

## Міфологія
Одного разу батьківщину Мениппи і Метіохи — Аонію біля підніжжя гори Гелікон — вразила чума, і оракул Аполлона в Гортині, до якого звернулися, сповістив людям, що боги підземного царства розгнівалися і що їх можна заспокоїти лише жертвою життя, яку повинні були добровільно принести дві дівчини за власним бажанням. У всій країні не знайшлося дівчат, готових пожертвувати собою, і чума продовжувала спустошувати землю, поки одна жінка не принесла звістку про пророцтво Меніппі і Метіосі. Тоді обидві дівчини добровільно пожертвували собою заради своїх співвітчизників.
Тричі закликавши пекельних богів, дівчата вкоротили собі віку. Так вони вгамували гнів підземних володарів. Зрештою Персефона та Аїд зглянулися над ними і перетворили їхні мертві тіла на комети. Еолійці спорудили їм святилище поблизу Орхомену, де щороку юнаки та дівчата приносили їм умилостивлювальну жертву. Еолійці називали цих дівчат Коронідами.
У переказі Овідія дочки Оріона залишаються безіменними і жертвують собою без чітко визначеної причини, хоча згадується засохле дерево і худі кози на безплідному полі, які вказують на наявність чуми. З їхнього попелу постають двоє юнаків, які очолюють похоронний потяг своїх «матерів», а замість Меніппи та Метіохи юнаки називаються «Короні».

## Уточнення
1. ↑  Аїд і Персефона.